# Drunče
Drunče (deutsch Druntsch) ist eine Gemeinde in Tschechien. Sie befindet sich 24 Kilometer südöstlich von Tábor und gehört zum Okres Jindřichův Hradec.

## Geographie

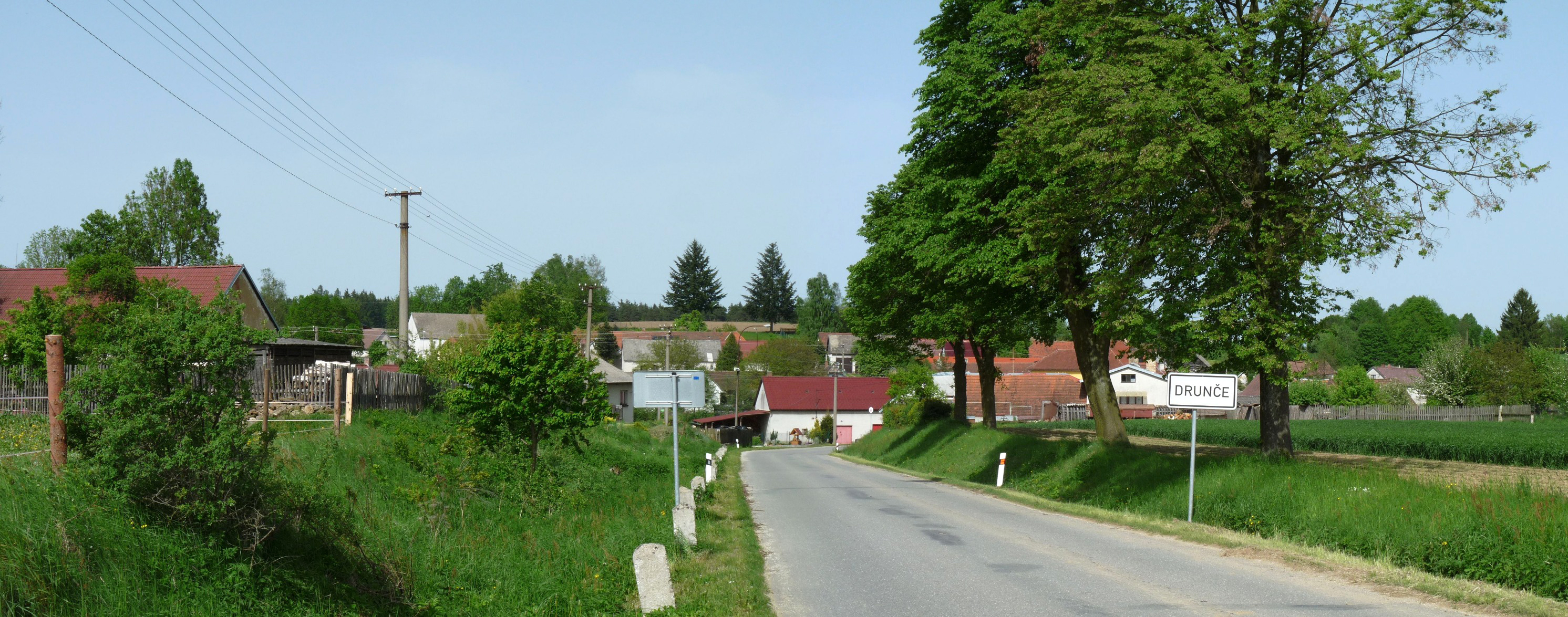
Blick auf Drunče

Drunče befindet sich im Süden der Böhmisch-Mährischen Höhe im Quellgebiet des Koutský potok.
Nachbarorte sind Annovice im Norden, Bořetín im Nordosten, Mnich im Osten, Rosička im Südosten, Světce und Deštná im Süden, Nový Dvůr im Südwesten, Březina im Westen sowie Psárov im Nordwesten.

## Geschichte
Erstmals urkundlich erwähnt wurde das Dorf im Jahre 1267.

## Gemeindegliederung
Die Gemeinde Drunče besteht aus den Ortsteilen Annovice (Annadorf, auch Annowitz) und Drunče (Druntsch).